# Csillámló lóri
A csillámló lóri (Calcopsitta scintillata) a madarak osztályának papagájalakúak (Psittaciformes) rendjébe  és a szakállaspapagáj-félék (Psittaculidae) családjába, azon belül a lóriformák (Loriinae) alcsaládjába tartozó faj.

## Előfordulása
Pápua Új-Guinea és Indonézia területén honos. Síkvidéki erdők lakója.
|  |